# Frankrikes Grand Prix 1995
Frankrikes Grand Prix 1995 var det sjunde av 17 lopp ingående i formel 1-VM 1995.

## Resultat
1. Michael Schumacher, Benetton-Renault, 10 poäng
2. Damon Hill, Williams-Renault, 6
3. David Coulthard, Williams-Renault, 4
4. Martin Brundle, Ligier-Mugen Honda, 3
5. Jean Alesi, Ferrari, 2
6. Rubens Barrichello, Jordan-Peugeot, 1
7. Mika Häkkinen, McLaren-Mercedes
8. Olivier Panis, Ligier-Mugen Honda
9. Eddie Irvine, Jordan-Peugeot
10. Heinz-Harald Frentzen, Sauber-Ford
11. Mark Blundell, McLaren-Mercedes
12. Gerhard Berger, Ferrari
13. Luca Badoer, Minardi-Ford
14. Gianni Morbidelli, Footwork-Hart
15. Mika Salo, Tyrrell-Yamaha
16. Roberto Moreno, Forti-Ford

### Förare som bröt loppet
- Andrea Montermini, Pacific-Ilmor (varv 62, för få varv)
- Jean-Christophe Boullion, Sauber-Ford (48, växellåda)
- Bertrand Gachot, Pacific-Ilmor (24, växellåda)
- Pierluigi Martini, Minardi-Ford (23, växellåda)
- Johnny Herbert, Benetton-Renault (2, snurrade av)
- Taki Inoue, Footwork-Hart (0, kollision)
- Ukyo Katayama, Tyrrell-Yamaha (0, kollision)
- Pedro Diniz, Forti-Ford (0, snurrade av)

## VM-ställning
| Förarmästerskapet 1. Michael Schumacher, Benetton-Renault, 46 2. Damon Hill, Williams-Renault, 35 3. Jean Alesi, Ferrari, 26 | Konstruktörsmästerskapet 1. Benetton-Renault, 48 2. Ferrari, 43 3. Williams-Renault, 42 |